# Musée napoléonien de l'île d'Aix
Le musée napoléonien de l'île d'Aix est un musée français situé à Île-d'Aix en Charente-Maritime, qui fait partie des Musées nationaux napoléoniens. Partageant le label musée de France avec le musée africain tout proche, il abrite mobilier, armes, vêtements, portraits et divers objets évoquant l'épopée et la légende de l'empereur Napoléon Ier qui séjourna dans cette maison du 8 au 15 juillet 1815 avant de se rendre aux Anglais et de quitter la France définitivement.
La Maison de l'empereur et les jardins font l'objet d'un classement au titre des Monuments historiques depuis le 24 septembre 1925 pour la première et le 17 décembre 1934 pour les seconds.

## Localisation et accès

Localisation de la rue Napoléon au sud de l'île

Construite entre 1808 et 1809, la maison qui abrite le musée est situé au sud de l'île, dans la partie comprise à l'intérieur de ses remparts connue sous le nom de « bourg », dans la rue Napoléon, soit à quelques dizaines de mètres du Musée africain. Son architecture imposante contraste avec celle des autres constructions de la rue, qui sont pour la plupart d'anciennes maisons basses de pêcheurs.
Le fronton triangulaire de la façade, sommé d'un aigle aux ailes déployées, porte une plaque de marbre gravée de l'inscription dorée suivante, qui daterait du Second Empire : « À la mémoire de notre immortel Empereur, Napoléon 1er, 15 juillet 1815. Tout fut sublime en lui, sa gloire et ses revers. Et son nom respecté plane sur l'Univers. »
Le musée est assez proche du débarcadère environ 200 m, on y accède à pied, à bicyclette ou en calèche, puisqu'il n'y a que très peu de circulation automobile sur l'île.

## Histoire
En avril 1808, Napoléon se rend sur l'île d'Aix pour une tournée d'inspection des chantiers en cours et décide à cette occasion la construction du fort Liédot, d'une poudrière et d'une maison pour le commandant de la place, qui sept ans plus tard fut son dernier toit sur le sol français.

### La résidence de l'Empereur

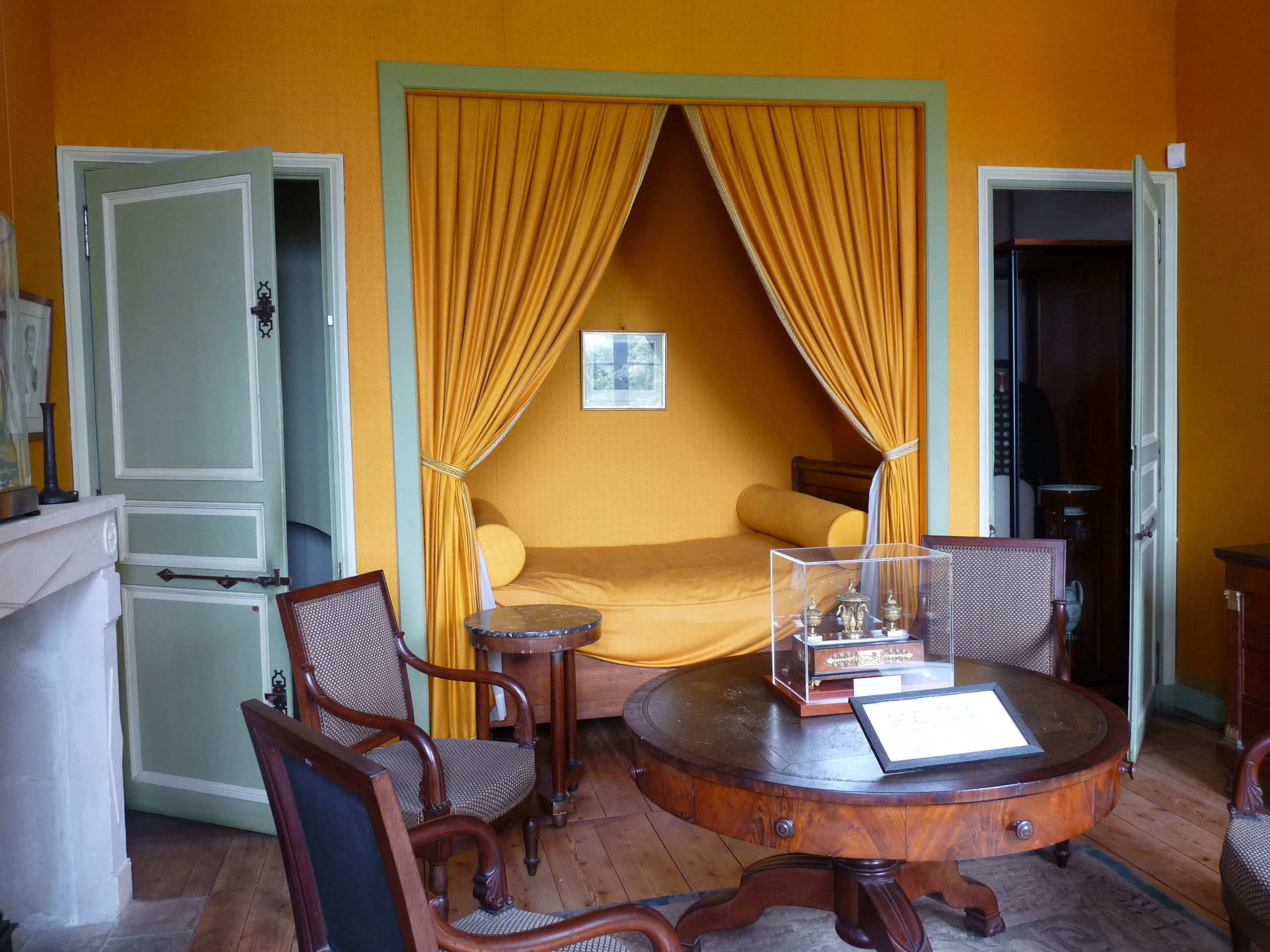
La chambre de Napoléon

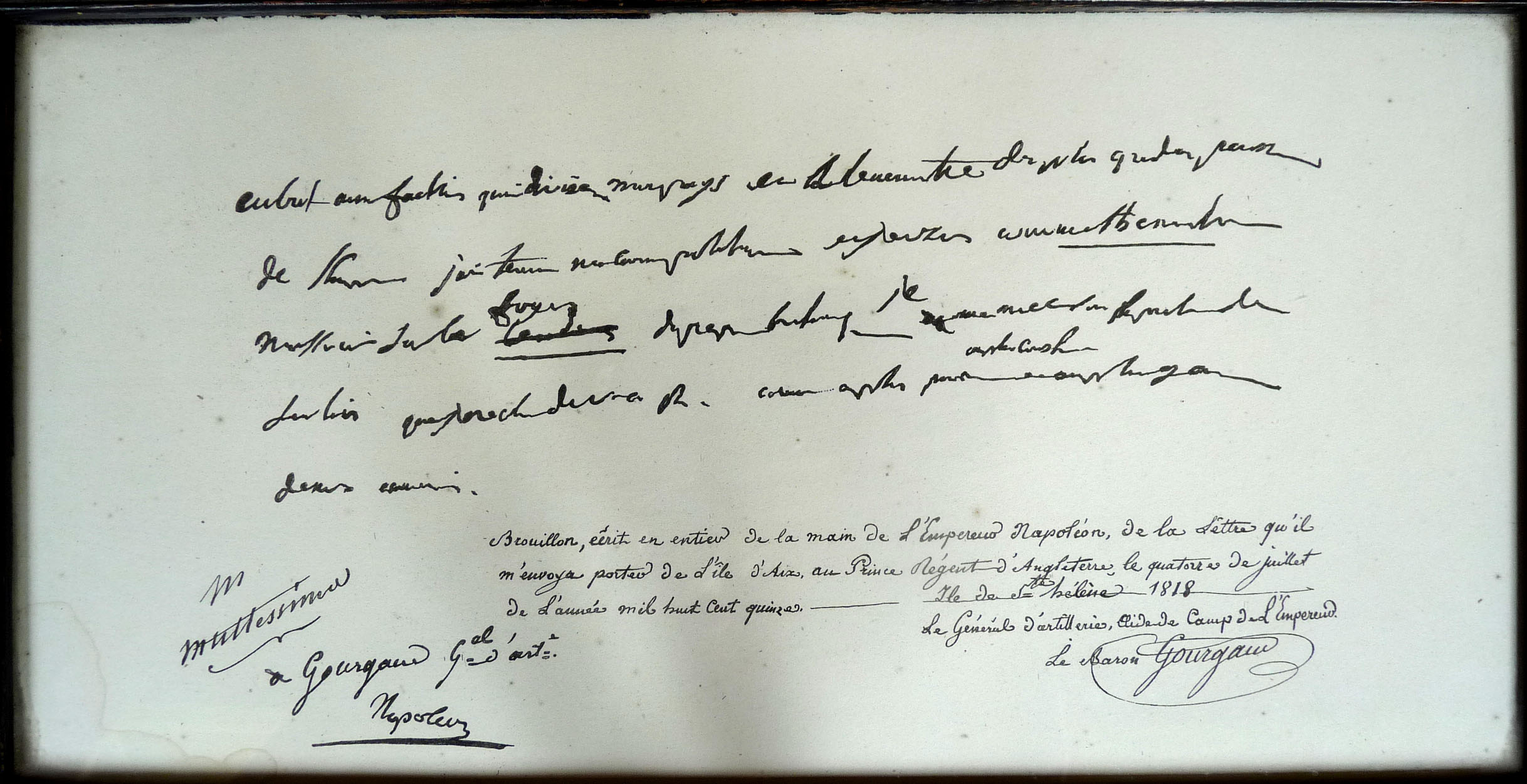
Fac-similé du brouillon de la lettre de reddition de Napoléon (13 juillet 1815)

À l'été 1815 la situation de Napoléon est critique : la défaite de Waterloo le 18 juin a sonné le glas de ses ambitions. L'Empereur déchu doit partir de Rueil-Malmaison, il se rend à Rochefort puis, depuis Fouras à bord de la frégate la Saale, à l'île d'Aix le 8 juillet. Avec ses proches il s'installe dans la maison du commandant, qu'il a fait construire en 1808.
Napoléon passe ses derniers jours en terre française dans une chambre avec des tentures jaune, au mobilier simple, qu'il choisit pour ses multiples issues et la vue qu'offrait de son balcon sur la "rade des Basques" au sud/ouest, gardée par les navires anglais. Après tergiversations et pourparlers qui n'aboutissent pas, c'est là qu'il rédige le 13 juillet 1815 sa lettre de reddition au prince-régent d'Angleterre ainsi formulée :
« Altesse Royale, en but (sic) aux factions qui divisent mon pays et à l'inimitié des plus grandes puissances de l'Europe, j'ai terminé ma carrière politique, et je viens comme Thémistocle, m'asseoir sur le foyer du peuple britannique. Je me mets sous la protection de ses lois, que je réclame de votre Altesse Royale, comme au plus puissant, au plus constant, et au plus généreux de mes ennemis. »
Il la confie à son aide de camp, le général d'artillerie Gaspard Gourgaud – qui en conserva le brouillon, dont le fac-similé des célèbres dernières lignes est exposé sur la table de la chambre. Le 15 juillet 1815 il revêt son uniforme, gagne L'Épervier dont la vedette l'attendait à l'embarcadère, puis monte à bord du Bellérophon, avant d'être transféré le 7 août 1815 sur le Northumberland qui le dépose à Sainte-Hélène où il mourra en 1821.
Une plaque apposée à l'entrée de la maison de l'île d'Aix rappelle que l'Empereur n'y séjourna pas seul; il était en effet accompagné de « Bertrand, sa femme et leurs trois enfants, de Gourgaud, de Savary, de Montholon, de Las Cases, de Lallemand, du colonel Planat, de Marchand et du général Becker, que le gouvernement de la Défense provisoire avait délégués auprès de lui ».
Propriété de l'administration du Génie, qui dispersa le mobilier qui s'y trouvait en juillet 1815; ainsi, il fut retrouvé bien plus tard à Bordeaux la pendule qui orna la cheminée de la chambre de l'ex-empereur; jusqu'en 1925, de rares visiteurs étaient tout de même autorisés à y pénétrer.

### Le musée

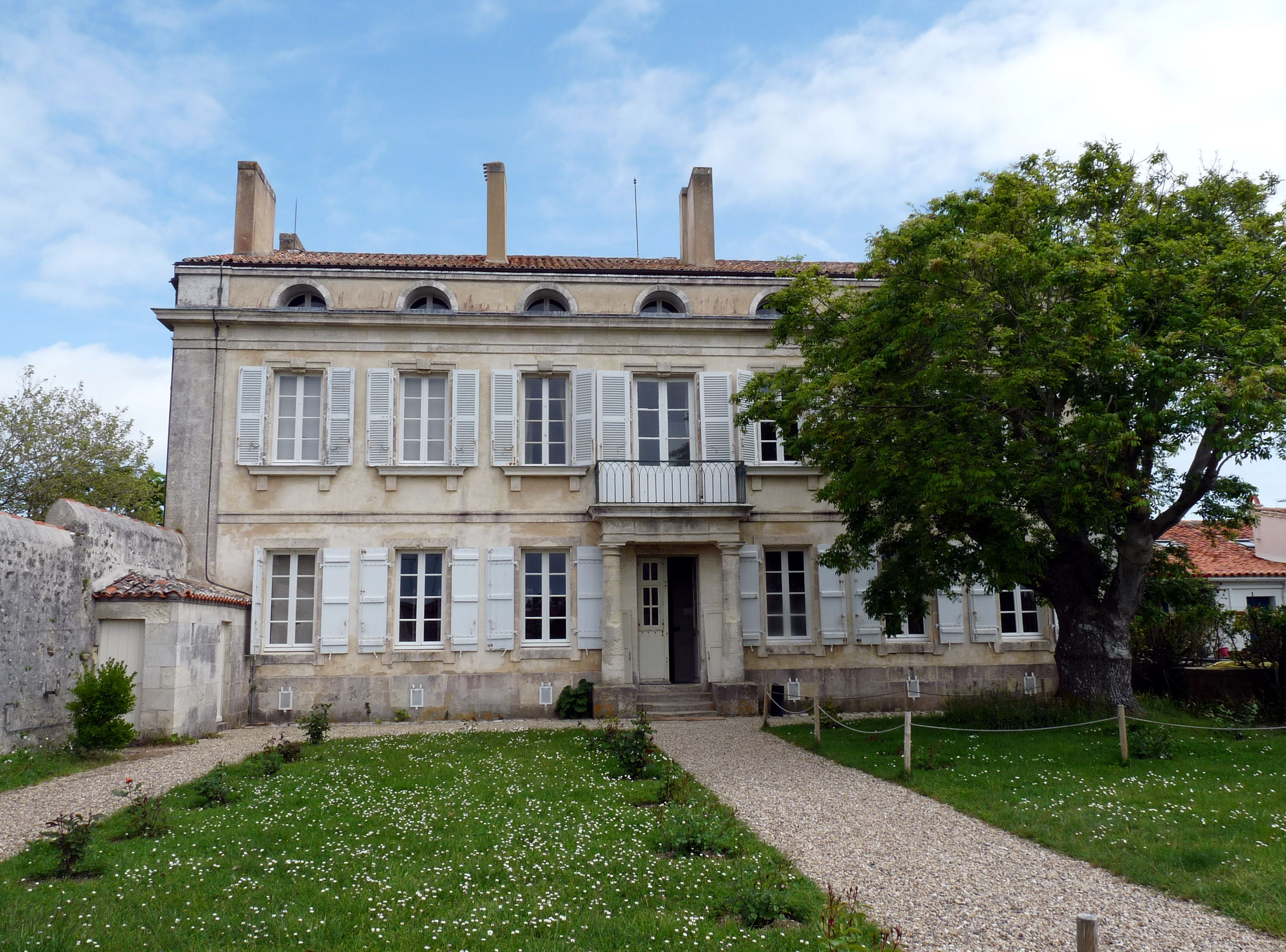
Le musée, côté jardin

"Le baron  sera très sensible à votre appréciation, la plus grande satisfaction qu'il pense retirer de son initiative est de la voir approuvée par les connaisseurs".
Elie Fabius au Dr Ledoux-Lebard (lettre du 31 août 1937).
Le musée doit en effet son existence aux efforts du baron Napoléon Gourgaud – arrière-petit-fils du baron Gaspard Gourgaud, compagnon de Napoléon à Sainte-Hélène – amateur d'arts classique et moderne et mécène.
Avec son épouse depuis 1917, la riche héritière américaine Eva Gebhard, séduits par l'île d'Aix, ils créèrent le 4 juillet 1925 la "Société des Amis de l'île d'Aix", devenue par la suite Fondation Gourgaud. Le couple y acquiert plusieurs maisons, dont en 1926 celle dite « de l'Empereur » - ancienne résidence du gouverneur de l'île -  classée monument historique par un arrêté du 24 septembre 1925.
Aidé de plusieurs personnalités locales dont le baron Coudein, ils transforment la maison en un Musée napoléonien qui est ouvert au public le 1er juillet 1928, inauguré par Edouard Herriot le 16 septembre suivant, et donné à l'État avec réserve d'usufruit en 1933.
Client de l'antiquaire parisien Elie Fabius, Gourgaud lui acheta dès 1911 un dessin représentant la tête de Napoléon Ier, puis consacra des sommes importantes (8 000 francs en 1937) pour réunir dans son musée maints objets à l'effigie impériale : statuettes en céramique, pipes, assiettes séditieuses, pendules, flambeau, lampes de marine provenant de la chapelle ardente de "La Belle Poule", lors du Retour des Cendres,..etc.
Après la mort de son époux (1944), la baronne Gourgaud continuera d'enrichir le musée.
La demeure est dotée de deux jardins entourés de murs, l'un d'environ 700 m2 à l'ouest donnant sur la chambre de l'Empereur, l'autre, plus au sud à côté du Musée Africain d'environ 1 040 m2. Ils sont à leur tour classés par un arrêté du 17 décembre 1934. Dans ce jardin, Napoléon avait greffé un frêne sur un ormeau, arbre encore vivace aujourd'hui.
Le "Musée Napoléonien", devenu musée national à la mort de la baronne Gourgaud, mécène des musées nationaux français (1959), est depuis lors - André Malraux étant ministre des Affaires Culturelles - rattaché au musée du Château de Malmaison et du château de Bois-Préau.

## Collections
Le musée abrite un ensemble d'œuvres d'art, portraits peints, bustes, miniatures, maquettes, caricatures, souvent réalisés par des personnalités de premier plan telles que Jean-Baptiste Isabey, Joseph Chinard, Andrea Appiani, Girodet-Trioson, George Cruikshank ou Toulouse-Lautrec, auxquelles s'ajoutent nombre d'objets personnels.
Y est conservé entre autres documents le journal de bord du commandant de la frégate "La Saale" sur laquelle avait séjourné Napoléon en rade de l'île avant d'y débarquer, que le baron Gourgaud pu acquérir à Leipzig en 1930.
Près de l'entrée, une vitrine présente les 52 pendules anciennes réunies par le baron, arrêtées à 17 h 49, heure de la mort de l'Empereur le 5 mai 1821 à Longwood.
Une salle est dédiée aux souvenirs des Gourgaud, dont des photographies et un liber amicorum comportant entre autres un dessin de Matisse.

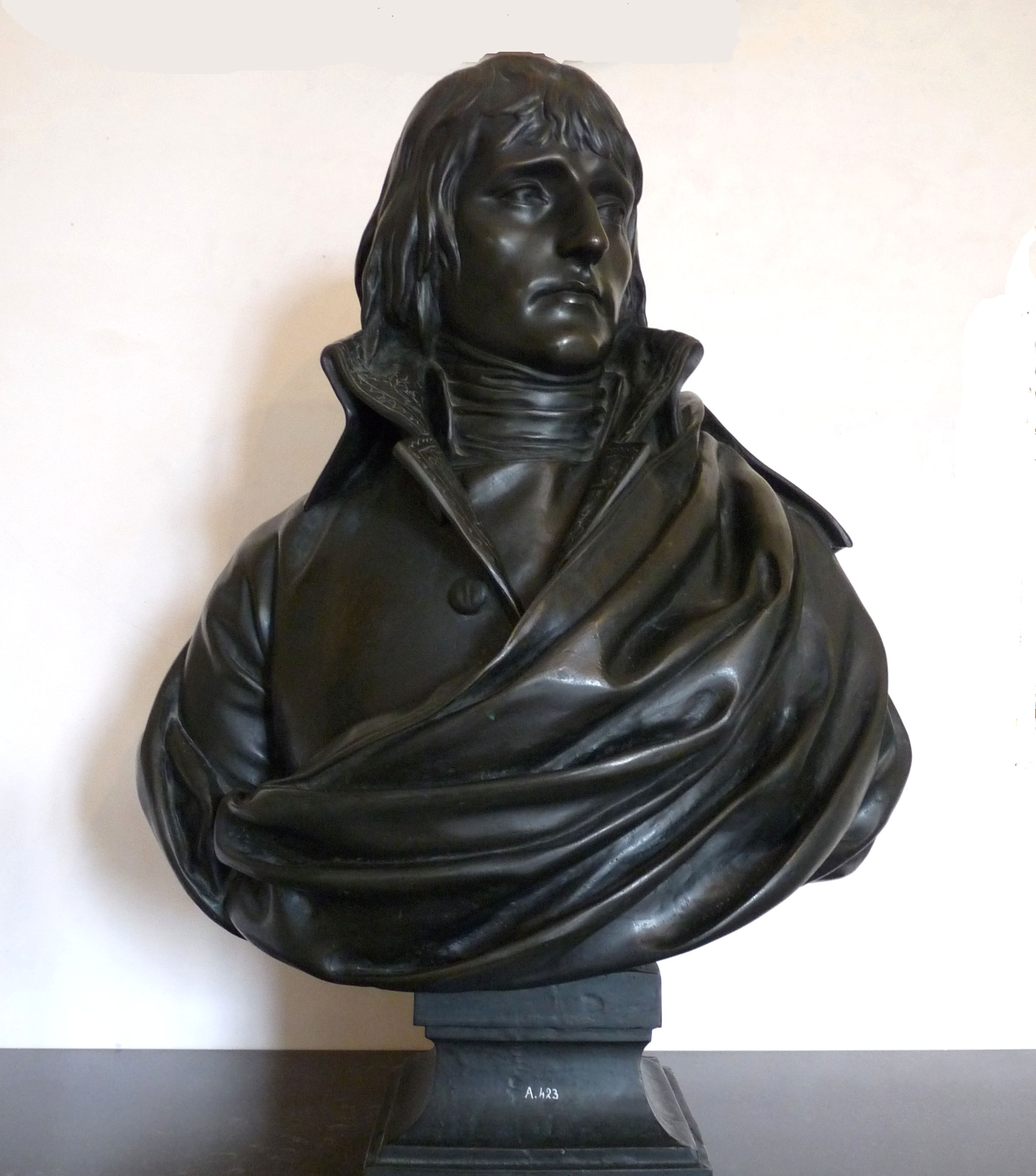
Buste en bronze du général Bonaparte d'après Charles-Louis Corbet
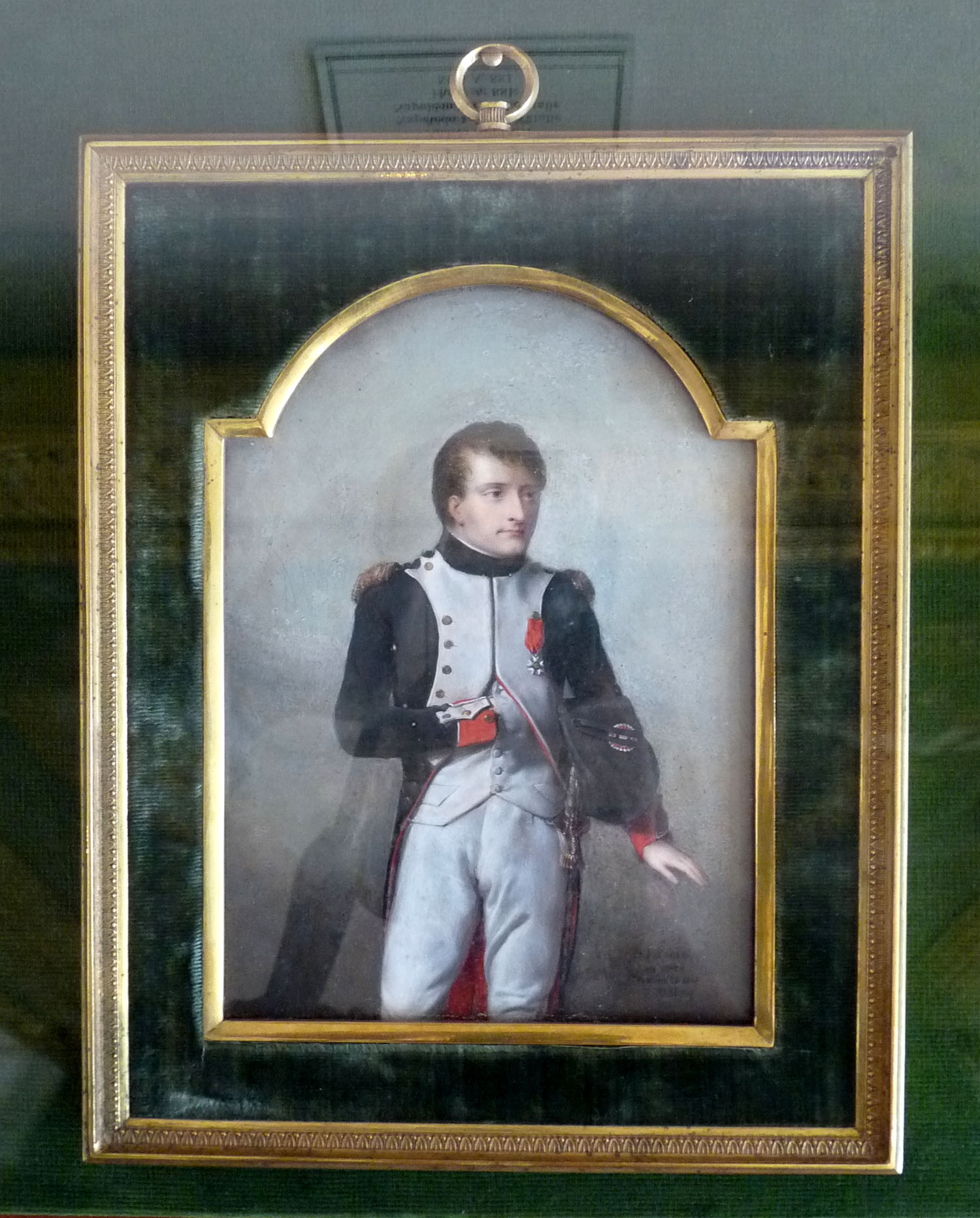
Napoléon Bonaparte, Premier Consul, portrait sur ivoire par Jean-Baptiste Isabey (1802-1841)
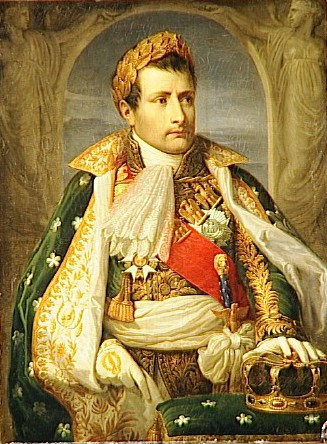
Napoléon roi d'Italie, par Andrea Appiani (vers 1805)
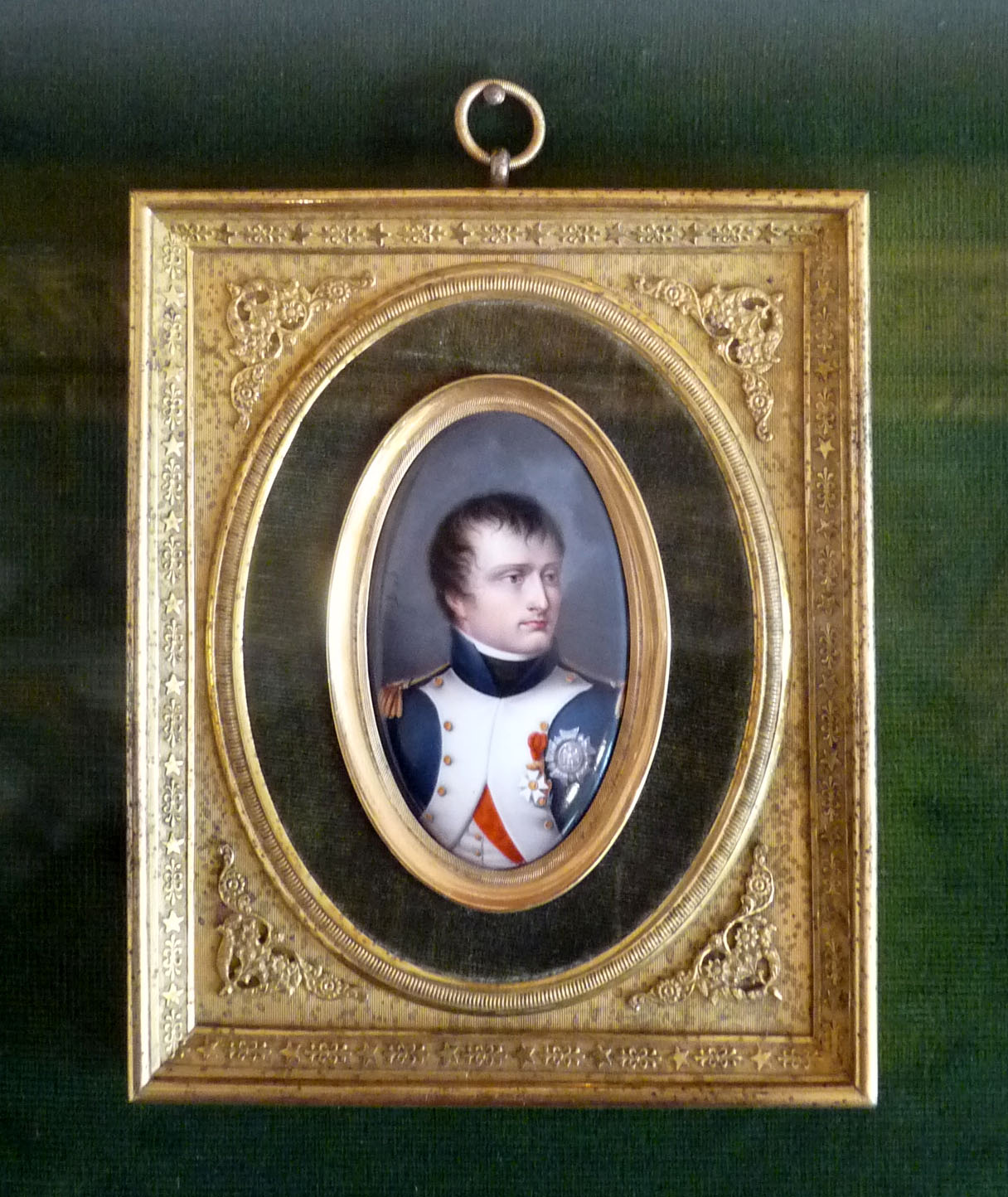
Portrait sur émail de Jean-François Soiron, 1808
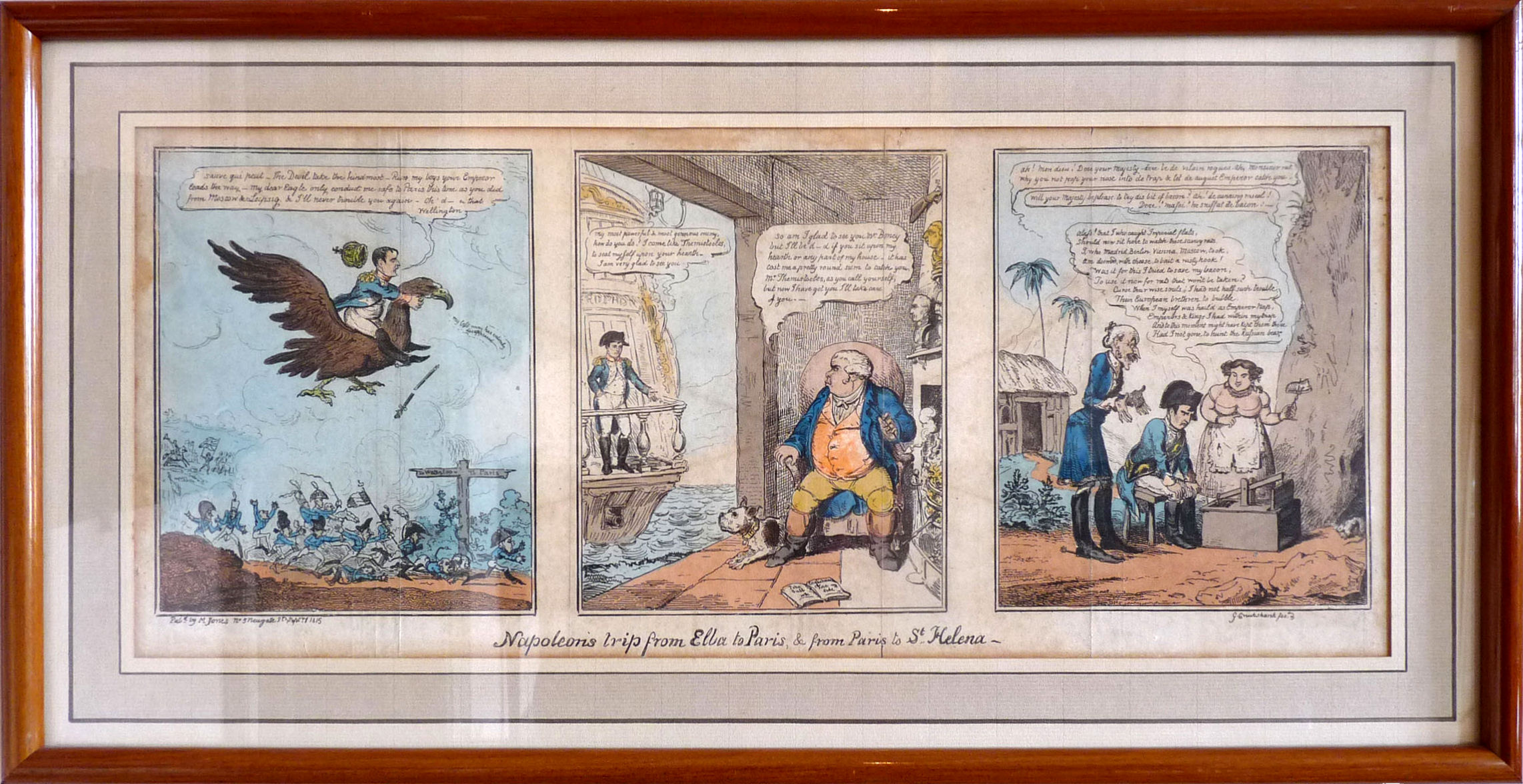
Voyage de Napoléon à l'île d'Elbe et à Sainte-Hélène, gravure satirique de George Cruikshank (vers 1815)
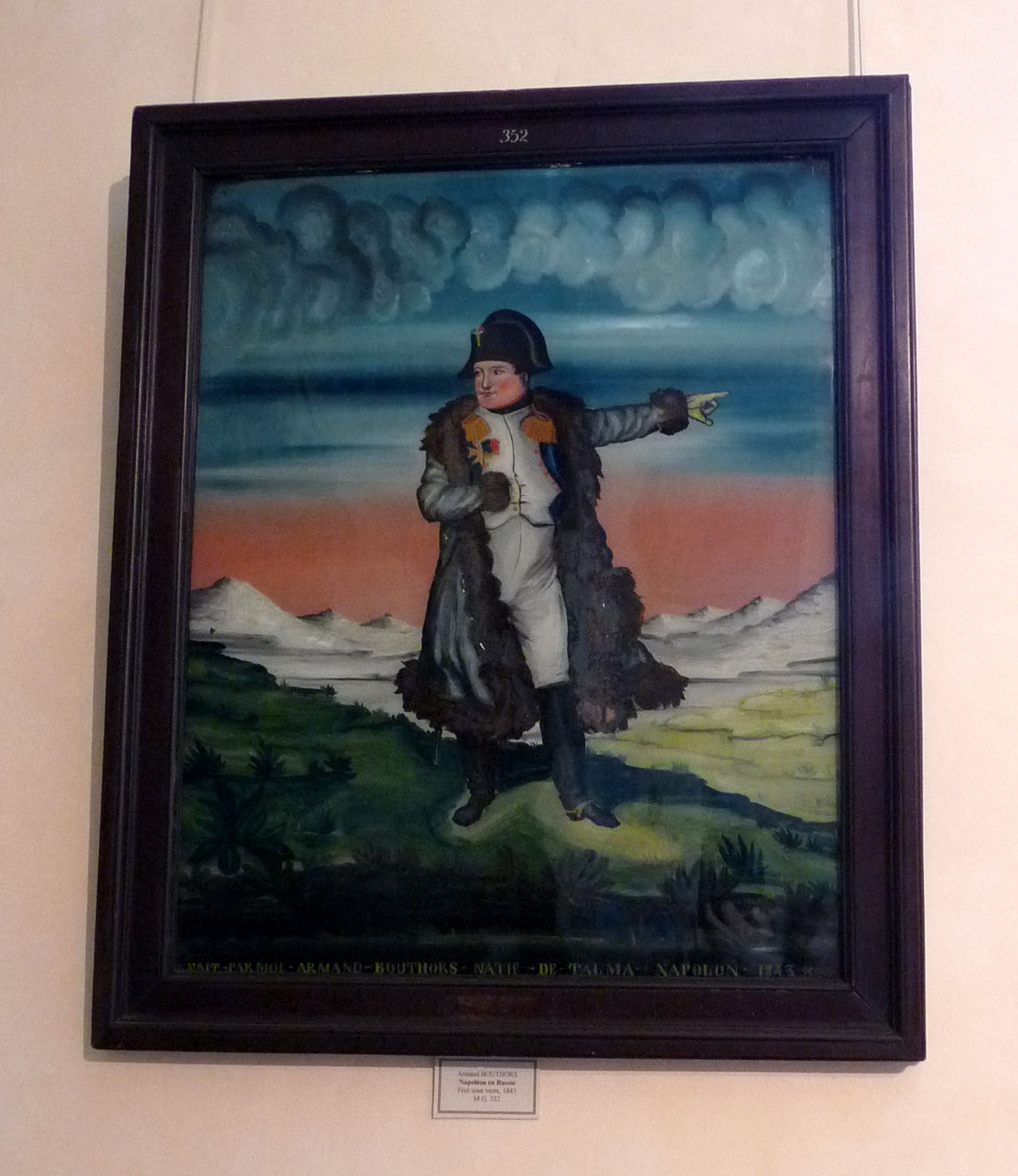
Napoléon en Russie, fixé sous verre d'Armand Bouthors, 1843
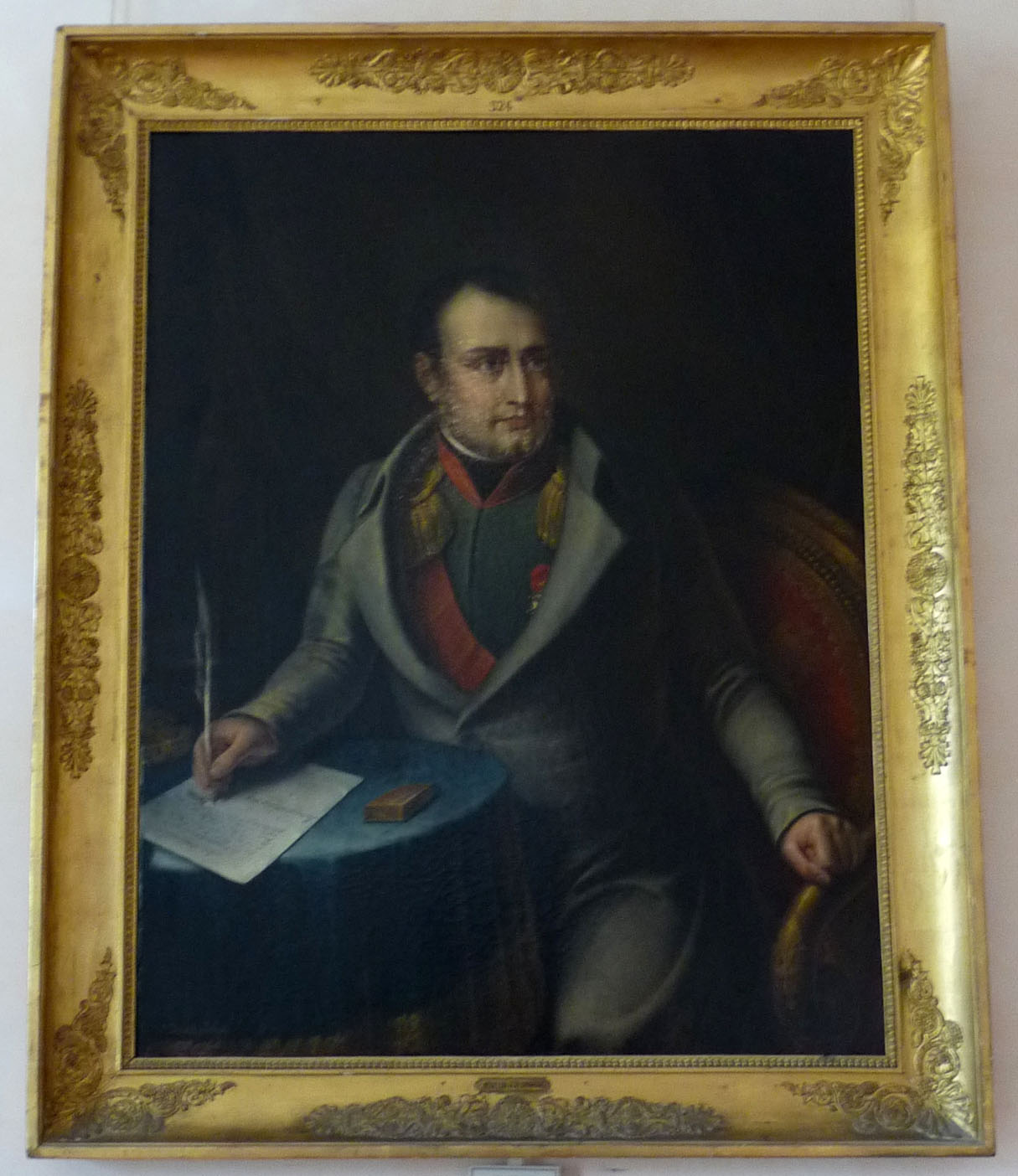
Napoléon signant son abdication à Fontainebleau, huile sur toile de Charles Dusaulchoy
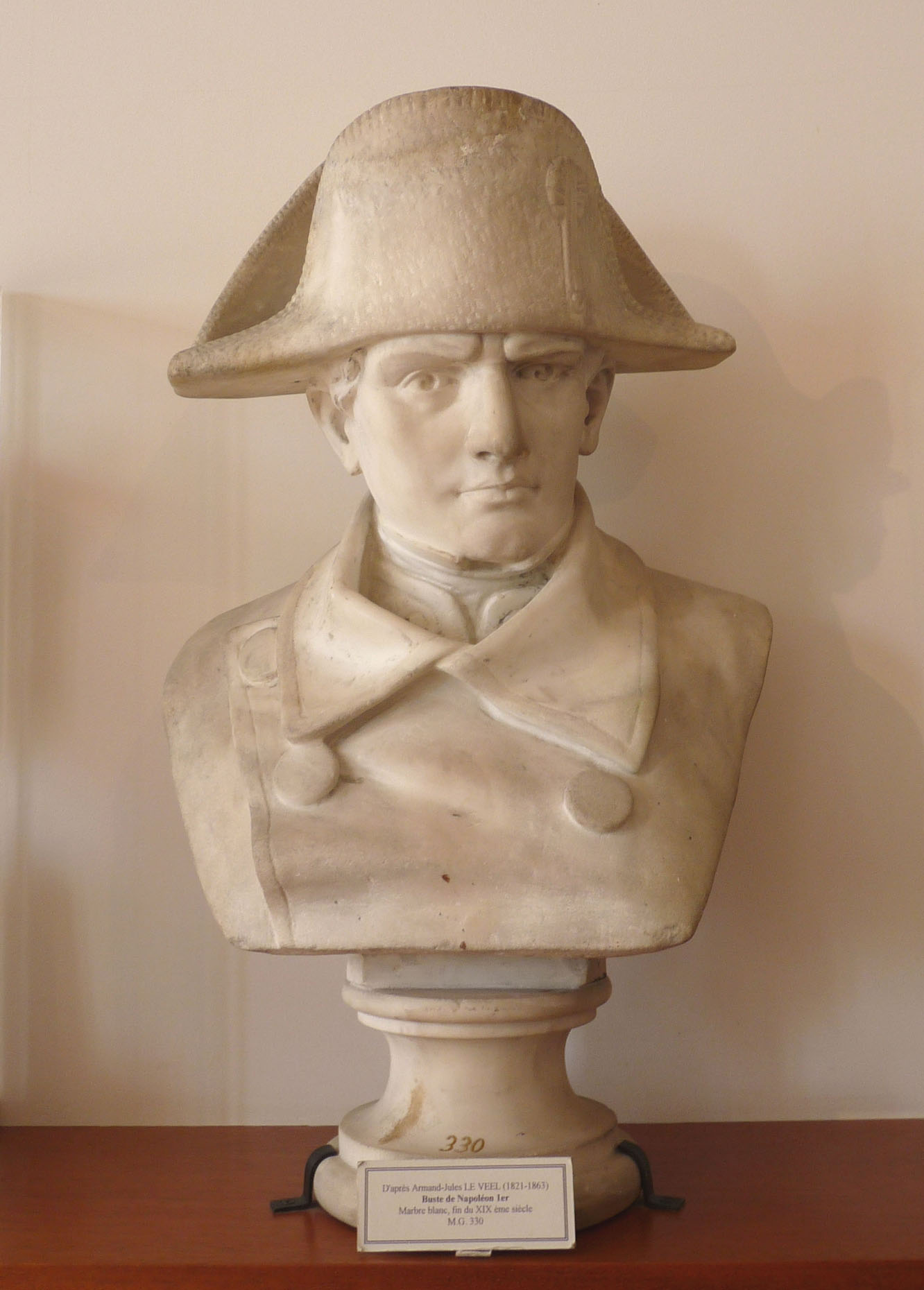
Buste en marbre blanc d'après Armand-Jules Le Veel